# Prunus domestica subsp. insititia
El endrino mayor o ciruelo silvestre, también conocido como ciruelo damasceno o ciruelo de Damasco (Prunus domestica insititia) (sin. P. insititia, P. domestica var. institia),  es un frutal de hueso subespecie del ciruelo europeo. Se usa en la preparación de mermeladas, compotas y licores.

## Descripción
Árbol caducifolio de hasta 6 m de altura muy ramificado. Las hojas, de 3-6 por 1-4 cm, son simples, de elípticas a obovadas, en disposición alterna. Las flores, de color blanco, surgen solitarias. El fruto es una ciruela de 2-3 cm, de color verde o violáceo recubierta por una capa cenicienta llamada «pruina».

## Distribución y hábitat
Es nativo de Europa central y meridional. También se distribuye por el norte de África y Asia sudoccidental. En la península ibérica se encuentra de forma dispersa, excepto en las regiones del norte.
Habita en bosques y en sus márgenes, valles y zonas húmedas, entre los 500 a 1500 m s. n. m.

## Historia
Estos ciruelos fueron cultivados en la antigüedad en el área alrededor de la antigua ciudad de Damasco, capital de la actual Siria, y llevados a Inglaterra por los romanos. Restos de antiguos ciruelos de damasco se encuentran a menudo en excavaciones de la era del citado Imperio romano en Inglaterra, y escritos antiguos describen el uso de la piel de estas ciruelas para la fabricación de tintes de color púrpura. El ciruelo de Damasco fue llevado a las colonias americanas por los ingleses antes de la Revolución americana y se comportaron mejor en la zona del este de Estados Unidos que otras variedades de ciruelo europeo.[cita requerida]

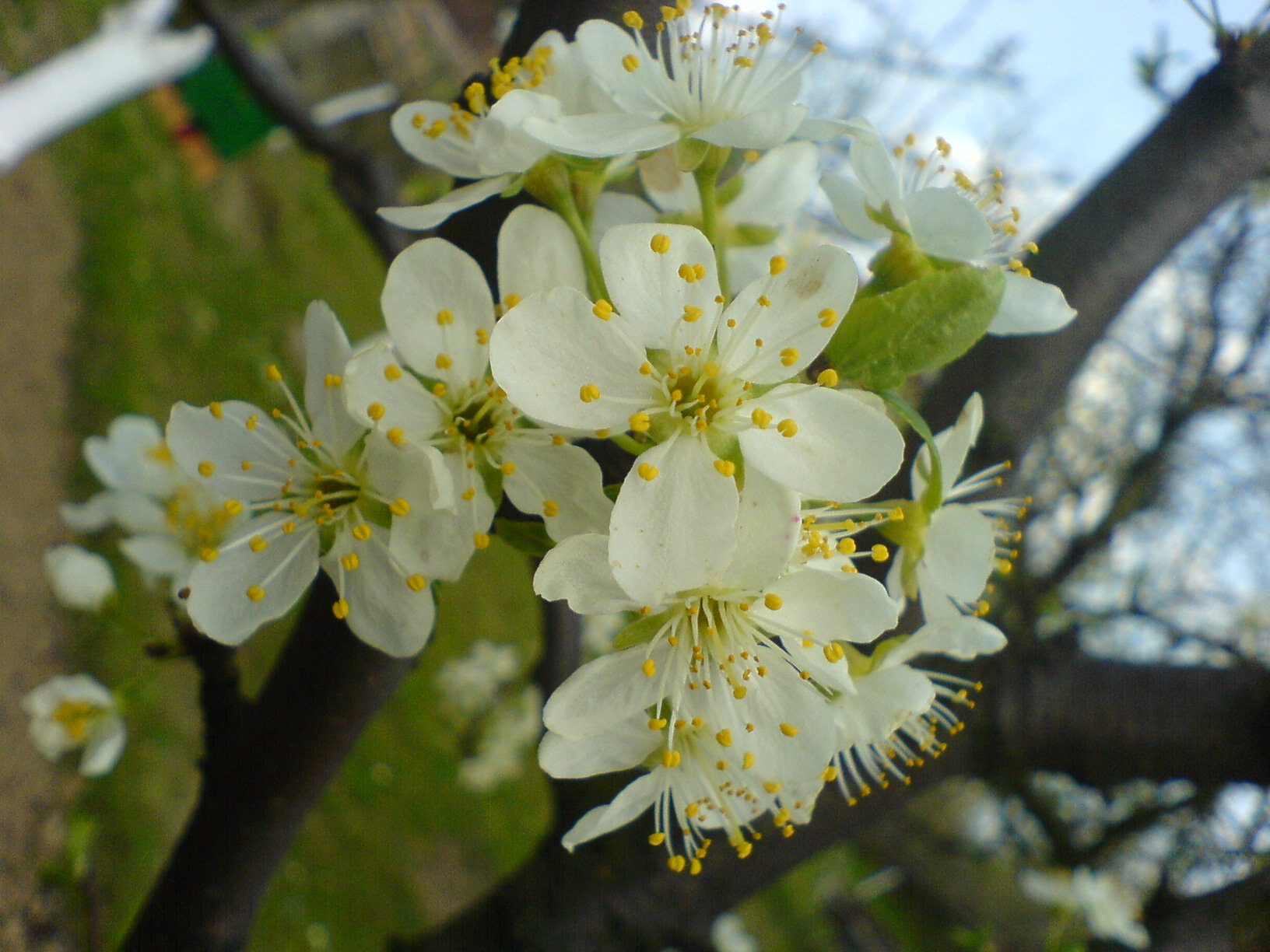
Flores

## Características
Las ciruelas de Damasco se caracterizan por su tamaño pequeño, forma oval (aunque ligeramente puntiagudo en su extremo),  textura suave, pulpa amarillo verdosa, y una piel oscura desde el azul hasta el índigo.  Las flores de este árbol son pequeñas, blancas. En el hemisferio norte florece entre marzo y abril y se recolecta la fruta desde agosto a septiembre.  
La piel de esta ciruela es muy ácida, por lo que algunas personas tienen problemas para comerla como fruta fresca. Debido a esta acidez, sabor áspero, los ciruelos damascenos se cultivan comercialmente fundamentalmente para la preparación de jaleas y mermeladas. Existen variedades de esta ciruela, algunas son: 'Merryweather' que es más apropiada para comerla directamente madurada del árbol, mientras que otras variedades como 'Farleigh' se comportan mejor para cocina.
Es muy usado como portainjerto de muchos frutales de hueso, principalmente melocotonero, albaricoquero y ciruelo, la variedad conocida como ciruelo pollizo o Pollizo de Murcia. Las principales características positivas que da este patrón es su resistencia a la caliza activa, la asfixia radicular y la salinidad.

## Otros usos
Con estas ciruelas se elabora un vino y una ginebra, de forma similar a la ginebra de endrinas, aunque se necesita menos azúcar ya que son más dulces que las endrinas. En Polonia se elabora con ellas el brandy slivovitz.[cita requerida]